# محطة بحث

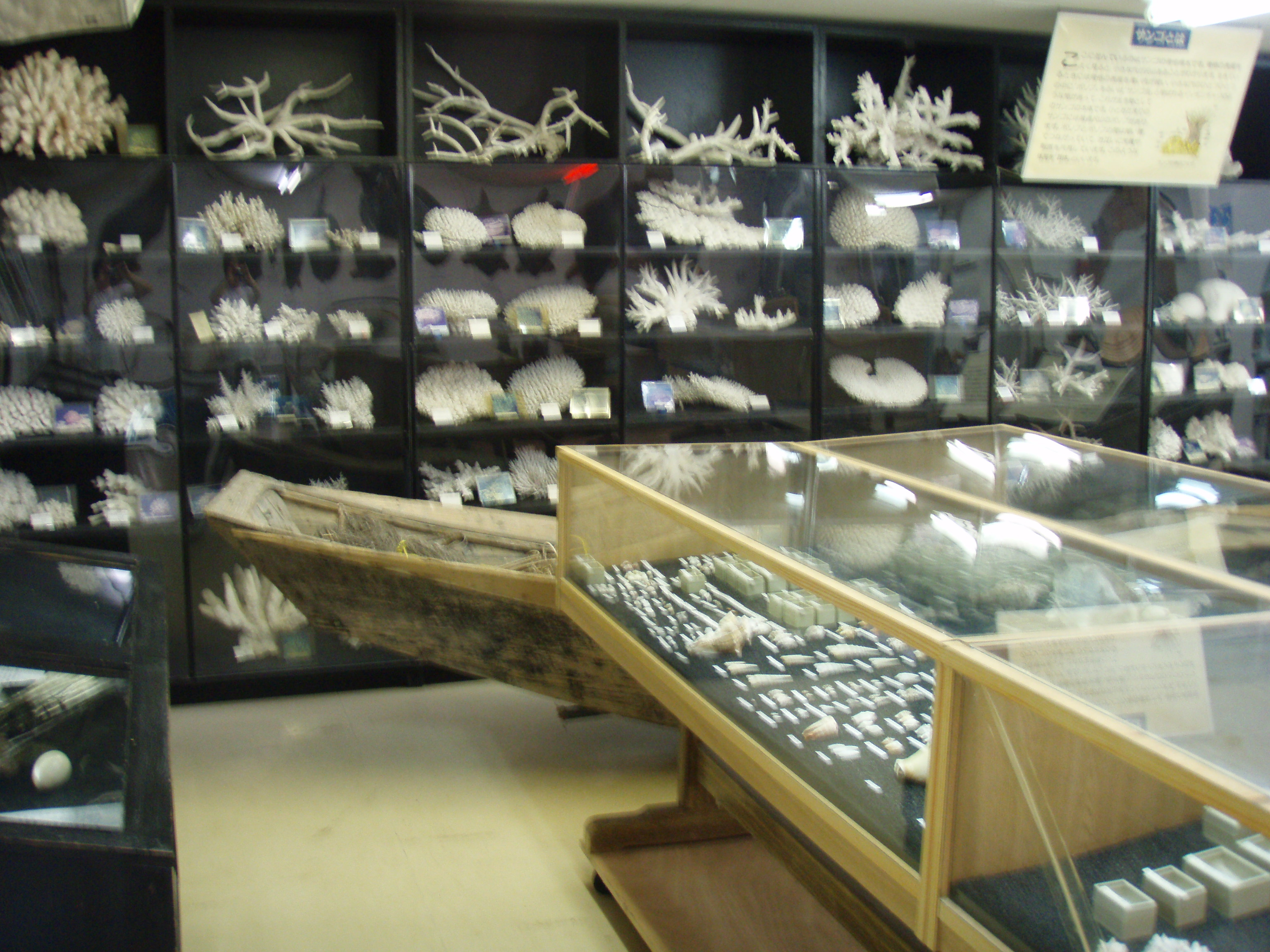
محطة أبحاث كوروشيما في كوروشيما، أوكيناوا.

محطة الأبحاث هي محطة صُمّمت بغرض إجراء البحوث العلمية.
قد تتضمن مواقع محطات البحث مناطق نائية من العالم، والمحيطات، وكذلك الفضاء الخارجي، مثل محطة الفضاء الدولية.

## الأنواع
تقع بعض محطات البحوث في القطب الشمالي، مثل محطة العلوم الشمالية الشرقية،  محطة أبحاث مكجيل القطبية الشمالية  ومحطة هيمادري. بعض المحطات في القطب الشمالي هي محطات جليدية مأهولة تعمل على الجليد في خطوط العرض العليا للمحيط المتجمد الشمالي.
العديد من الدول لديها أيضا محطات البحوث الموجودة في القارة القطبية الجنوبية. أمثلة على محطة شوا و هالي وترول.
هنا أيضًا العديد من محطات البحث التي تجري أبحاثًا بيئية ميدانية مثل محطة Tiputini للتنوع البيولوجي في منطقة الأمازون الإكوادورية أو محطة أبحاث Comoé National Park في سافانا بشمال شرق كوت ديفوار أو محطة Gombe للأبحاث في تنزانيا ، حيث كانت أبحاث الشمبانزي الشهيرة أجرتها جين جودال.

## الروابط الخارجية
- قالب:Commons cat inline